# Starless and Bible Black
Starless and Bible Black je šesti album skupine progresivnega rocka King Crimson, izdan leta 1974. Večina vokalnih pesmi je satir in govorijo o materializmu, podobno kot pesem »Easy Money« na prejšnjem albumu Larks' Tongues in Aspic.

## Seznam pesmi
1. »The Great Deceiver« (John Wetton, Robert Fripp, Richard Palmer-James) – 4:02
2. »Lament« (Fripp, Wetton, Palmer-James) – 4:00
3. »We'll Let You Know« (David Cross, Fripp, Wetton, William Bruford) – 3:46
4. »The Night Watch« (Fripp, Wetton, Palmer-James) – 4:37
5. »Trio« (Cross, Fripp, Wetton, Bruford) – 5:41
6. »The Mincer« (Cross, Fripp, Wetton, Bruford, Palmer-James) – 4:10
7. »Starless and Bible Black« (Cross, Fripp, Wetton, Bruford) – 9:11
8. »Fracture« (Fripp) – 11:14

## Zasedba
- David Cross – violina, viola, klaviature
- Robert Fripp – kitara, mellotron, razne naprave
- John Wetton – bas kitara, vokal
- Bill Bruford – bobni

- George Chkiantz – akustični koordinator
- Peter Henderson – pomožni inženir
- Tom Phillips – oblikovanje naslovnice